# 금천구시설관리공단

## 개요
서울특별시 금천구 시설관리공단 설립·운영에 관한 조례

제1조(목적) 이 조례는 「지방공기업법」 제76조에 따라 서울특별시 금천구 시설관리공단의 설립 및 관리·운영에 필요한 사항을 규정함을 목적으로 한다.

제2조(법인격) 서울특별시 금천구 시설관리공단(이하 “공단”이라 한다)은 법인으로 한다.
금천구청장이 지정하는 시설 및 사업을 효율적으로 관리·운영함으로써 구민생활의 편익과 복지증진은 물론 자치구정의 생산성 향상에 기여하기 위해 설립된 금천구청 산하 지방공기업.

본사는 서울특별시 금천구 시흥대로37길 18 (시흥동)에 위치해 있다.

## 연혁
- 2004년 1월 8일 ~ 2004년 4월 7일: 시설관리공단 설립 타당성조사 (용역기관 : 한국자치경영평가)
- 2004년 6월 30일: 서울특별시금천구시설관리공단설립·운영에관한 조례 제정
- 2004년 9월 23일: 전만수 제1대 이사장 취임
- 2004년 10월 27일: 법인 설립 등기
- 2005년 1월 1일: 금천구시설관리공단 업무개시 (공영주차장 운영, 거주자우선주차장 운영, 견인 및 견인보관소 운영)
- 2005년 6월 1일: 시흥4동청소년독서실 운영사업 시작
- 2005년 10월 1일: 금빛공원 및 휘트니스센터 운영사업 시작
- 2006년 3월 1일: 금빛공원 야외무대 및 금빛휘트니스센터 운영사업 시작
- 2007년 1월 1일: 국윤호 제2대 이사장 취임
- 2007년 5월 16일: 독산동 잔디축구장 운영
- 2007년 7월 1일

```
- 독산본동 청소년독서실(現 독산3동 청소년독서실) 운영(~2015.12 31)
- 서울시립 금천청소년수련관 운영(~2013.6.30)
```

- 2008년 1월 1일

```
- 행정현수막 지정게시대 운영사업 시작 (~2010.3.4)
- 금천구립가산정보도서관(現 금천구립 가산도서관) 운영
- 금천구립정보도서관(現 금천구립 독산도서관) 운영
- 금천구민문화체육센터 운영
- 조직 개편 [ 3팀 ▶ 1센터 2관 3팀 ]
```

- 2008년 5월 15일: 옥계어린이집 운영(~2012.11.19)
- 2008년 8월 1일: 상업현수막 지정게시대 운영사업 시작 (~2010.3.4)
- 2008년 8월 11일

```
- 기쁨어린이집 운영(2010.8.10)
- 독산1동 청소년독서실 운영
```

- 2008년 10월 1일

```
- 금천구청 종합청사관리 사업 운영
- 금나래아트홀 운영
- 금나래아트홀도서관(現 금천구립 금나래도서관) 운영
```

- 2008년 11월 1일: 꿈나래 어린이집 운영(~2011.10.31)
- 2008년 12월 1일: 금나래 어린이집 운영(~2010.11.30)
- 2008년 12월 18일: 2008 「공공도서관 개관연장사업 운영평가」우수기관 선정(문화체육관광부 장관상)
- 2008년 12월 19일: 2008 「책읽는 서울」최우수 도서관 선정(서울시장상)
- 2009년 9월 25일: 제29회 「서울시 고객감동 창의경영 발표회」장려
- 2009년 12월 16일: 2009 「책읽는 서울」최우수 도서관 선정(서울시장상)
- 2010년 3월 1일: 김찬 제3대 이사장 취임
- 2010년 10월 27일: 이옥형 제4대 이사장 취임
- 2010년 12월 21일: 2010「책읽는 서울」최우수 도서관 선정(서울시장상)
- 2011년 4월 1일: 조직개편 [ 1본부 1센터2관3팀 ▶ 5팀(상임이사제) ]
- 2011년 12월 6일: ISO 9001 / ISO 14001 통합경영시스템 인증
- 2011년 12월 21일: 서비스 품질 우수 기업 인증(2011.12.21 ~ 2014.12.20)
- 2011년 12월 22일: 2011「책 읽는 서울」최우수 도서관 선정(서울시장상)
- 2011년 12월 26일: 금천청소년수련관, 서울시 혁신상 및 우수청소년지도자 표창 수상
- 2012년 5월 1일: 금천문화회관 시설물관리사업 운영
- 2012년 12월 7일: 2012년 자원봉사우수기관 선정(금천구청장 상)
- 2013년 1월 1일: 조직개편 [ 5팀 ▶ 2관 4팀 ]
- 2013년 4월 1일: 독산1동 청소년독서실 이전 및 참새작은도서관 개관
- 2013년 6월 1일: 금천종합복지타운 시설물관리사업 운영
- 2013년 9월 5일: 한국 경제신문 2013년 올해의 미래창조경영대상 수상(투명경영부문)
- 2013년 10월 18일: 금천구립 시흥도서관 운영
- 2013년 12월 27일: 2013「책 읽는 서울」최우수 도서관 선정(서울시장상)
- 2014년 1월 1일: 꿈씨어린이 작은도서관 운영
- 2014년 4월 7일: 조직 개편(4팀2관 ▶ 5팀 1관)
- 2014년 9월 1일: 문길수 제5대 이사장 취임
- 2014년 12월 14일: 2014년 공공도서관 우수 도서관 선정(서울시장상)
- 2015년 1월 1일: 조직 개편(5팀1관 ▶ 1본부 5팀)
- 2015년 7월 29일: 행정자치부 2015 지방공기업 경영평가 우수공기업 선정
- 2015년 11월 3일: 정부3.0 추진유공 지방공기업 표창 (행정자치부 장관표창)
- 2015년 11월 17일: 2015한국에너지 효율대상 기관 표창(산업통상자원부 장관)
- 2016년 1월 1일: 공공시설물 (동주민센터, 구립어린이집) 시설관리 사업 시작
- 2016년 3월 26일: 현수막 지정게시대 운영
- 2016년 5월 25일: 남녀고용평등 우수기업 선정(고용노동부장관 표창)
- 2016년 7월 4일: 정부 3.0 추진유공 지방공기업 선정(행정자치부장관 표창 )
- 2016년 8월 1일: 2016 전국 지방공기업 경영평가 최우수공기업 선정(행정자치부 주관)
- 2016년 9월 5일: CLEAN 사업장 인증서 획득(한국산업안전보건공단)
- 2016년 9월 23일: 인적자원개발 우수기관 인증 획득(교육부 주관, ~2019.9.22.)
- 2016년 10월 12일: 날씨 경영 우수기관 선정(기상청 주관, ~2019.10.11.)
- 2016년 11월 18일: 2016 감정노동 우수참여 기업 선정(한국간호사협회 주관)
- 2016년 12월 1일

```
- 조직개편[1본부 5팀 11파트→1본부5팀14파트] 및 팀명 변경
- 가족친화인증 획득(여성가족부 주관, ~2019.11.30.)
```

- 2016년 12월 30일: 2016 우수 공공체육시설 최우수 선정(문화체육관광부장관 표창)
- 2017년 1월 1일: 공공시설물(경로당, 보훈단체) 시설관리사업 운영
- 2017년 2월 3일: 지방공기업 발전 유공기관 선정(국무총리 표창)
- 2017년 3월 16일: 안전보건경영시스템(KOSHA 18001) 인증(한국산업안전보건공단)
- 2017년 6월 1일: 공공시설물(가산생활문화센터, 새재미마을활력소) 시설관리사업 운영
- 2017년 6월 30일: 금천구립도서관 4개소 및 금나래아트홀 위탁 종료
- 2017년 7월 6일: 고객응대 근로자 건강보호 우수기관 선정(한국산업안전보건공단)
- 2017년 8월 1일: 2017 전국 지방공기업 경영평가 2년 연속 최우수공기업 선정(행정안전부 주관)
- 2017년 10월 18일: 주차사업팀 한국생산성대상 팀부문 동상 수상(한국생산성본부)
- 2017년 10월 27일: 무재해 1배수 인증서 획득(한국산업안전보건공단)
- 2018년 1월 1일

```
- 공공시설물(마을공동체지원센터, 건강가정지원센터) 관리사업 운영
- 서울시립근로청소년복지관 관리사업 운영
```

- 2018년 2월 13일: 지방공기업 재정균형집행 우수기관 선정(행정안전부 장관 표창)
- 2018년 7월 1일: 조직개편 (1본부 5팀 10파트 → 1본부 5팀 11파트)
- 2018년 7월 25일: 지방공기업 열린혁신평가 우수기관 선정(행정안전부 장관 표창)
- 2018년 8월 9일: 2018년 노사문화 우수기업 선정(고용노동부)
- 2018년 8월 30일: 굿컨텐츠서비스인증(과학기술정보통신부)
- 2018년 9월 4일: 일생활균형 캠페인 참여 기업 선정(고용노동부)
- 2018년 10월 10일: 환경경영시스템인증(KSI/ISO 14001:2015)
- 2018년 10월 26일: 고객만족경영시스템인증(KMR/ISO 10002:2014)
- 2018년 11월 1일: 박평 제6대 이사장 취임, 오형석 제3대 상임이사 취임
- 2018년 12월 5일: 자원봉사 유공 기업부문 금천구청장 표창 수상
- 2018년 12월 19일: 대한민국 사회공헌 대상(한국서비스산업진흥원)
- 2018년 12월 26일: 노사문화유공 표창(국무총리 표창)
- 2019년 1월 11일: NEW 비전 선포식(전직원 조례)
- 2019년 3월 26일: 범죄예방 안심주차장 인증(서울금천경찰서)
- 2019년 3월 30일: 한국에너지효율대상(산업통상자원부 장관 표창)
- 2019년 5월 21일: 2019 지방공기업 고객만족도 최우수기관 선정(행정안전부 주관)
- 2019년 5월 22일: 생존수영 교육수영장 인증 획득
- 2019년 7월 8일: 2019 전국 지방공기업 경영평가 결과 최우수공기업 선정(행정안전부)
- 2019년 8월 7일: 범죄예방 우수시설 “A등급” 인증 획득(서울금천경찰서)
- 2019년 8월 20일: 진로체험(DIY공구교실) 기관 인증 취득(교육부)
- 2019년 9월 2일: ISO 37001(부패방지경영시스템) 인증 획득
- 2019년 9월 3일: 2019 정보공개종합평가 최우수 공기업 선정(행정안전부)
- 2019년 9월 23일: 인적자원 개발 우수기관(Best HRD) 인증 획득(교육부)
- 2019년 10월 12일: 날씨경영 우수기업 인증 획득(기상청)
- 2019년 11월 1일: 독산1동청소년독서실 및 참새작은도서관 운영 종료
- 2019년 12월 13일: 가족친화제도 모범 운영 기관 선정 (여성가족부장관 표창)
- 2020년 1월 9일: 지방공기업 공유가치 창출 방안 제안 우수기관 표창(지방공기업평가원)
- 2020년 1월 13일: 금나래문화체육센터 운영
- 2020년 4월 1일: 조직개편 [1본부 5팀 11파트→1본부 1실 5부 11팀]
- 2020년 4월 7일: 2020년 지방공기업 발전 유공 대통령 표창
- 2020년 9월 25일: 조직개편 [1본부 5팀 11파트→1본부 1실 5부 11팀]
- 2020년 9월 28일: 전국 지방공기업 경영평가 결과 2년 연속 최우수공기업 선정(행정안전부)
- 2020년 10월 26일: 지방공기업 경영혁신 대국민 정책 공모 우수상 표창(행정안전부)
- 2020년 11월 6일: 지역사회공헌인정제 인증 획득(보건복지부, 한국복지사회협의회)
- 2020년 11월 29일: 제15회 대한민국나눔대상 특별대상 표창(서울특별시의회)
- 2020년 12월 2일: 2020 대한민국 전기안전대상 장관상 표창(산업통상자원부)
- 2020년 12월 11일: 제15회 대한민국사회공헌 지역발전 부문 대상(한국서비스산업진흥원)
- 2020년 12월 18일: ISO 45001(안전보건경영시스템) 인증 획득
- 2020년 12월 31일

```
- 정보공개 우수기관 행정안전부 장관 표창(행정안전부)
- 금천마을활력소 시설관리사업 운영 종료
```

- 2021년 3월 1일: 시흥5동 청소년 독서실 운영
- 2021년 5월 17일: 금나래문화체육센터 범죄예방 우수인증(서울금천경찰서)
- 2021년 6월 1일

```
- 금천 베이스볼 파크 운영
- 독산 어르신 체육센터 운영
```

- 2021년 6월 30일: 서울시립근로청소년복지관축구장 운영 종료
- 2021년 7월 7일: 지방공기업 발전 유공 행정안전부 장관 표창(행정안전부)
- 2021년 9월 6일: 전국 지방공기업 경영평가 결과 3년 연속 최우수공기업 선정(행정안전부)
- 2021년 9월 24일: 홍 근 우 제4대 상임이사 취임
- 2021년 10월 26일: ISO10002(고객만족경영시스템) 인증 획득
- 2021년 11월 4일

```
- 대중소기업 동반성장 유공 포상 (중소벤처기업부)
- 독서경영 우수 직장 인증 (문화체육관광부)
```

- 2021년 11월 10일: 대한민국 나눔 국민대상 공모 수상 (보건복지부)
- 2021년 11월 30일: 2021년 지방공공기관 혁신우수사례 경진대회 우수상 (행정안전부)
- 2021년 12월 1일: 가족친화기관 인증 (여성가족부)
- 2021년 12월 3일: 대한민국 자원봉사대상 행정안전부 장관 표창(행정안전부)
- 2021년 12월 7일: 서울특별시 금천구 치매안심센터 업무협약
- 2021년 12월 23일: 개인정보보호 개선 표창 (서울특별시)
- 2021년 12월 29일: ESG 경영 선포식
- 2022년 1월 4일: 독산근린공원 잔디축구장 업무협약식
- 2022년 2월 15일: 상생협력 업무협약식 (금천문화재단, G하모니CEO합창단)
- 2022년 3월 11일: 임직원 강원·경북지역 산불 피해 성금 기부
- 2022년 3월 24일: 2021 지방공기업 고객만족도 1위(전국 자치구 지방공기업) 선정(행정안전부)
- 2022년 4월 1일: 금천구민문화체육센터 지자체 최초‘핫둘핫둘 서울유아 스포츠단’시범운영
- 2022년 7월 26일: 전국 지방공기업 경영평가 결과 「우수」공기업 선정(행정안전부)
- 2022년 10월 1일: 임병호 제7대 이사장 취임

## 역대 이사장
- 초대 전만수 (2004~2007)
- 2대 국윤호 (2007~2010)
- 3대 김찬 (2010)
- 4대 이옥형 (2010~2014)
- 5대 문길수 (2014~2018)
- 6대 박평 (2018~2022)
- 7대 임병호 (2022~ )

## 채용
채용은 정규직 공개채용 기준으로 NCS 기반하에 이뤄지며 그 단계는 대략, 서류전형 - NCS 및 인/적성능력평가필기시험 - 최종면접 - 임용순으로 진행된다.
서류전형은 주로 자격사항과 경력사항 및 자기소개서를 중심으로 채용 공고상 고지한 우대사항의 합산 점수를 통해 선발되며, 이후 필기전형에서 4배수 정도로 추려진다. 면접은 인성면접, 실무면접, 임원면접 등의 단계를 거치게 된다.
채용에 대한 자세한 사항은 서울특별시 금천구시설관리공단 홈페이지에서 확인이 가능하다.

## 사업
공단은 다음 각 호의 사업을 행한다(서울특별시 금천구 시설관리공단 설립·운영에 관한 조례 제27조).
- 공영주차장 관리 및 운영과 거주자우선주차제 운영사업
- 불법 주정차 차량의 견인 및 보관사업
- 각종 구립 문화체육시설물 등의 관리와 운영사업
- 그 밖에 구청장이 위탁·지정하는 사업
- 제1호부터 제4호까지와 관련된 부대사업